# Million Voices
Million Voices is een single van de Zweedse dj Otto Knows uit 2012. 

## Achtergrond
Million Voices is geschreven en geproduceerd door Otto Knows. Het is een nummer waarin wordt gezongen, maar dat geen lyrics heeft. De gezongen delen zijn enkel klanken, gesampled uit de gelijknamige single van Wyclef Jean uit 2004. Otto Knows noemde dat het doel van het lied is dat mensen verbonden met het nummer en melancholisch door het nummer raken door enkel de stemmen, niet door tekst. Het nummer was vooral binnen Europa een hit, maar stond ook in de hitlijsten van Australië. Vooral in Nederland en België deed het lied het goed; een derde plaats in de Vlaamse hitlijst, een vijfde plaats in zowel de Waalse hitlijst als in de Nederlandse Top 40 en een zesde plaats in de Single Top 100. Het nummer is in de jaren na uitgave uitgegroeid tot "festival"-anthem.